# Bekir Öztürk
Bekir Öztürk (* 25. Juni 1988 in Bornova, İzmir) ist ein türkischer Fußballtorhüter.

## Karriere

### Vereinskarriere
Bekir Öztürk begann mit dem Vereinsfußball in der Jugend von Bergama Belediyespor und wechselte 2006 in die Jugend von Bucaspor. Im Sommer 2008 erhielt er bei Altay Izmir einen Profivertrag und wechselte hierhin. 
Nachdem er hier eine Spielzeit aktiv gewesen war, trennte er sich ohne ein Spiel für diesen Verein absolviert zu haben und ging zum Drittligisten Akhisar Belediyespor. Hier war er drei Spielzeiten lang überwiegend für die Reservemannschaft aktiv und absolvierte in der ersten Spielzeit lediglich zwei Spiele für die Profis. 
Zum Ende seiner ersten Spielzeit wurde man Vizemeister der TFF 2. Lig und stieg in die TFF 1. Lig auf. Die Saison 2011/12 schloss man völlig überraschend mit der Meisterschaft der TFF 1. Lig und dem damit verbundenen Aufstieg in die Süper Lig ab.
In der Süper Lig wurde Öztürk nicht eingesetzt. Um Spielpraxis zu sammeln, wurde er 2012 an seinen ehemaligen Jugendverein und Viertligisten Bergama Belediyespor ausgeliehen.

## Erfolge
Mit Akhisar Belediyespor
- Vizemeister der TFF 2. Lig und Aufstieg in die TFF 1. Lig: 2009/10
- Meisterschaft der TFF 1. Lig und 2011/12 Aufstieg in die Süper Lig: 2011/12